# Graiul comunei Racovița
Acest articol dezvoltă o secțiune Graiul comunei Racovița a articolului principal, comuna Racovița, Sibiu.

## Vocalismul
Vocale.
- a – Se înlocuiește cu:
  - a = ă : arpăcaș, băracă, căbană, călindar, măi ("nu măi știu"), tărabă, tăvan, Văsîle, etc.
  - a = o :o mers; o stat; o plătit; o fost; s-o dus; s-o măniat; trop.
  - a = ea , rezultând “peană” în loc de pană, peată, peară.
- ă – Se înlocuiește cu:
  - ă = a în cazul adverbului "măcar" apărând forma “mácăr”.
  - ă = e : beșâcă; a brezda; a crepa; peun.
- e – Se înlocuiește cu:
  - e = ă : barăm, blăstăm, coajă, dăpănat; mușățăl; păreche; a șădea; a țăsăla, dar și în forma de plural, rezultând: brață; buză; mesă; mâță; motoară etc., dar: bleg, întreg, merg, șterg etc.
  - e = i : om biat; ciapă; cal briaz; cias; dial; biton; sicret; "nu ti teme"; etc.
  - e = î : arândă; arândaș.
  - e = o : porțolan; vijolie.
  - e se suprimă în pronunțarea unor cuvinte, rezultând construcții de forma: măsa, mirță, nădușală, ravăn, samă, sară, strașână, zamă, etc.
  - ex = ig, în forma: igzamăn.
- i – Se înlocuiește cu:
  - i = a : anginer.
  - i = ă : năsâp, sălbătăciune.
  - i = e : beserică; feregă; nește; nescaiva; am trimes etc.
  - i se adaugă înaintea vocalei e, ajungându-se la pronunții de felul acestora: ieste, liespede, mierge, niegru, părechie, "haine riele", "nu-i triece".
  - i = î : cuțât; frațâ; jâreadă; mașână; răzâmat; sâlă; sâmț; șâr; târzâu; țâgan; zâce; zâle etc., dar milostiv, miruit, mintenaș, tineri.
  - i = u : afună, afuniș; jutar.
  - i nu se pronunță în cazul unor cuvinte, rezultând: bidigane, câne, mâne, mâni, numa, pâne, voinic etc.
  - i nu se pronunță după consoana ț în pluralul unor cuvinte, rezultând forme de felul acestora: bălț, dinț, fraț, hărț, lăz, sfinț, străiț, zâmț etc.
- î – Se înlocuiește cu:
  - î = ă : bâzăit; cârăit; mârăit; până; părăul; răzgăit.
  - î = i : tinăr.
- o – Se înlocuiește cu:
  - o = a : șomoiag.
  - o = ă : apăi; birău(pentru birou); directăr; omărî; tropăi etc.
  - o nu se pronunță în cazul substantivului baionetă, rezultând bainetă sau bainet.
  - o = u : a durmi.
- u – Se înlocuiește cu:
  - u = ă : mulțămit.
  - u se "aude" înaintea vocalei o în unele cuvinte, rezultând forme ca: uom, uos etc.
  - u = î în cazul substantivului "bujor" și a familiei sale de cuvinte, rezultând: bâjor, îmbâjorat etc.
  - u = e în cazul substantivului "umplutură", rezultând: umpletură.
  - u = o : abor; coraj; graor; mascor; notreț; ploton; scaon; taor etc.
  - u se adaugă la sfârșitul unor cuvinte terminate în i, apărând forme ca: descuiu, încuiu, mălaiu, săcuiu, tăhuiu, vătraiu etc.

Diftongi.
- ea=a; căța.
- ua=o, rezultând: doo, în loc de două; noo, în loc de nouă; ploo, în loc de plouă; roo, în loc de rouă; voo, în loc de vouă; oo, în loc de ouă, dar și oauă.

Nota: Analiză din Cornel Lupea- "Racovița, Monografia unei străvechi așezări sibiene", 1995

## Consonantismul
Consoane.
- b - Se înlocuiește cu:
  - b = p : opservație; supțâre.
  - b nu se pronunță la sfârșitul prepoziției "sub", apărând formele: su bancă; su fereastră; su lemne; su pat, etc.
  - b se introduce în substantivul "schimonoseală", rezultând "schimbonosală".
- c - Se înlocuiește cu:
  - c = g : gârligiu; prepeleag; ognă; sog, etc. Apoi "togmai" în loc de tocmai, prezentă fiind și forma "tomai".
  - c = ț : bițicletă; țentimetru, țiment; țircular, etc.
- d. Consoana d dispare în cazul pronunției verbului "a gândi" și a familiei sale, rezultând forme ca: a gâni, gânesc, s-o gânit, dar și în cazul adjectivului "vrednic" apărând "vrenic".
  - d = g în substantivul "grandoman", rezultând - grangoman.
  - d = gh în cazul substantivului "undiță", rezultând unghiță.
  - d se înlocuiește cu r în cazul substantivului "advocat", rezultând "arvocat".
  - d se înlocuiește cu t în cazul substantivului "limonadă", rezultând "limonată".
- f și g. Se înlocuiește cu v în cazul substantivului "praf", rezultând "prav". Idem cu g, din "prag", rezultând tot "prav".
- h - Se înlocuiește cu:
  - h = g în substantivul propriu "Astrahan", rezultând "Astrăgan", "blană de astrăgan".
  - Grupul "ghi" se transformă în "gî" în cazul verbului "a ghici" și a familiei sale, rezultând forme ca: a gâci, gâcitor, gâcit, gâceală.
- n = l în forma "geamantal".
- p - Se înlocuiește cu:
  - p = b : bezevenchi.
  - p = c : cotcoavă în loc de "potcoavă".
- r - Se înlocuiește cu:
  - r nu se pronunță în prepoziția "prin", rezultând forma "pin".
  - r = i în cazul adverbului "parcă", rezultând "paică".
  - r = l în unele cuvinte, rezultând: galgară și gălgăriță.
- s - Se înlocuiește cu:
  - s = ș : paș, șchilav, șchiop, șchiuri.
  - s = ț : subțuoară.
  - s = z : conzilier, lezne, pleaznă, zmântână.
- ș - Se înlocuiește cu:
  - ș = j : aj bea, aj face, dujman.
  - ș = s : sperlă, gris.
  - ș nu se pronunță în cazul substantivului "cloșcă", rezultând "clocă".
- t - Se înlocuiește cu:
  - t = d în substantivul "privată" (latrină), rezultând "privadă".
  - t nu se pronunță în cazul substantivului "batjocură" și a derivatelor sale, rezultând "bajocură", "a bajocori", etc.
  - t = m în substantivul "îndărătnic", rezultând "îndărămnic".
  - t = ț în substantivul "scripet", rezultând "scripeț".
- v - Se înlocuiește cu:
  - v = f în substantivul "sfeter"(jerseu).
  - v = h : hiclean, holbură; hulpe.
  - v = l în cazul substantivului "văduvar", rezultând "vădular".
  - v = m în cazul verbului "a râvni" și a derivatelor sale, rezultând: a râmni, râmneală, râmnicios.

Paletizarea consoanelor.
- bi = ghi : aghia, corghi, ghine, ghiciu, ghibolă, a orghi, a scoghi, etc., dar: bilet, binefacere, birjă, biserică, bitușcă, binefacere, bibliotecă, etc.
- fi = hi : h'icat, h'iere, h'in(ca substantiv), h'iert, etc., dar: ficior, film, fin(adjectiv), firmă, firnais, fisc, etc.
- mi = ny : anyază, nyc, nyel, nyere, nyreasă etc., dar: mină, minciuna, minte, mistreț, mistrie etc.
- ni = n' , însă numai în cazul lui "nimic" și "nimicuri", rezultând: "n'in'ic" și "n'in'icuri", însă: nisip, nimurug, nicovală, nins, nivelat etc.
- pi = k : cok'il, k'icătură, k'icior, k'ilă, k'iron, k'imniță etc., dar : pictor, pingele, pinten, pipă, pipotă, pisică, pitic, pitulice, rapiță etc.
- vi = v : viclean, vierme, vier, vin, viș, Racovița etc., dar: viață, vilă, vineri, vinete, viorea, virgulă, vitriol etc.

Nota: Analiză din Cornel Lupea- "Racovița, Monografia unei străvechi așezări sibiene", 1995

## Morfologia
Substantivul: vocala e din finalul unor substantive trece în ă, apărând forme ca : cucuruză, ogoară, capiță, frunză, gainușă, păpușă, etc.
Articolul demonstrativ se întrebuițează sub formele: ia, iel, iele, iei.
Pronumele: io, nost, vost, noaste, voaste, ale tele, ăsta, ăla, ălălant, ălelante, ăilanți, nime, nimurui etc.
Numeralul: toatele, toticelea, totișoară, toticuță etc.
Verbul cu diverse forme, ca: pociu, văz, puiu, spuiu, viu(pentru vin), găst, căst, oi mere, om prânzi etc.
Adverbul: batăr, nicăiri, nicăirea, înuntru, înluntru, înlontru etc.
Prepoziția: cătă, înt-o, dint-o, pint-o etc.
Interjectia: noa, iacătă-o, iacătă-l, văsta-i etc.
Accidente fonice.
- Metateză: pătrupop, polecră, crastavete, caralabe, craston, preceptor(agent fiscal), crătință, feldără, păstrănac, prisat, pristiț, potrocol, legistru, sfleder, scripezală, etc.
- Afereză: dineaori, nafură, salm(pentru psalm), Saltire, feșnic, feștanie, ice(pentru zice).
- Asimilare(numai în secolul al XIX-lea: bibol, pentru bivol).
- Conatminare: prinzioner sau prinzonier, pentru prizonier.
- Disiminare: mușânoiu și corastă.
- Epenteză: hărană, hirean, iescăle, dirept, direptate, îndirepta, dires etc.
- Proteză: asudoare, ișcoală, sfâță, zgaiță etc.

Nota: Analiză în Cornel Lupea- "Racovița, Monografia unei străvechi așezări sibiene", 1995

## Glosar
| Cuvânt    | Morfologie    | Explicație                                                                     |
| --------- | ------------- | ------------------------------------------------------------------------------ |
| Litera B  |               |                                                                                |
| Bácăză    | subs.feminin  | Bucătărie mică de vară                                                         |
| Bandoci   | verb          | A trândăvi; a lenevi                                                           |
| Bărtăcí   | verb          | A călca fără rost, prin noroiu, a stropși                                      |
| Béu       | subs. neutru  | Pietricică mică, de formă ovală sau rotundă                                    |
| Bláznă    | subs.feminin  | femeie urâtă; proastă                                                          |
| Boancă    | subs.feminin  | Clopot mare, pentru vite, confecționat din tablă, cu sunet dogit               |
| Bocán     | subs.neutru   | cu referire la fructe sau cartofi: cu dimensiuni mai mari decât cele obișnuite |
| Brictáș   | subs.neutru   | Portmoneu                                                                      |
| Brótină   | subs.feminin  | Cuptorul sobei                                                                 |
| Buceát    | adjectiv      | Referitor la copii: bucălat                                                    |
| Bujghét   | subs.feminin  | Adunătură, ceată de copii                                                      |
| Bumbíc    | subs.neutru   | Buton                                                                          |
| Litera C  |               |                                                                                |
| Carău     | subs.masculin | Țigan                                                                          |
| Căpănéț   | subs.neutru   | Diminutiv al lui cap                                                           |
| Cicirigós | adjectiv      | Cu referire la copii:plăpând, firav                                            |
| Cioromăní | verb          | Referitor la oameni: a se certa                                                |
| Ciruí     | verb          | Referitor, mai ales la copii: a se murdări                                     |
| Cirmuluí  | verb          | Referitor la oameni: a li se apleca; a suferi de indigestie                    |
| Câcăí     | verb          | A se bâlbâi                                                                    |
| Clăncău   | subs.masculin | Familiar: om înalt                                                             |
| Cocăí     | verb          | A se coace ceva, din aluaturi                                                  |
| Cocorozâ  | verb          | A face cocoroade; cocături                                                     |
| Codârlăí  | verb          | A cotrobăi                                                                     |
| Colnăcelă | subs.feminin  | Zăpușeală                                                                      |
| Cosoí     | verb          | Cu referire la copii: a se fâțâi; a nu avea astâmpăr                           |
| Cupcícă   | subs.feminin  | Cană mică                                                                      |
| Litera D  |               |                                                                                |
| Dănărău   | subs.masculin | Om prost                                                                       |
| Dermelí   | verb          | A se obișnui; a se deda                                                        |
| Dehămát   | subs.masculin | Copil neastâmpărat                                                             |
| Dibalău   | subs.masculin | Om dibaci, îndemânatic, dar și viclean                                         |
| Dihăí     | verb          | A alunga, în special porcii din curte                                          |
| Diúg      | subs.masculin | Om greoi, comod, nepăsător                                                     |
| Divăsí    | verb          | A risipi; a distruge; a prăpădi                                                |
| Dârlogí   | verb          | Cu referire la oameni dar și la vitele de jug; a se epuiza; a se istovi        |
| Dodonéț   | adjectiv      | Grăsuț; dolofan                                                                |
| Drăgăní   | verb          | Cu referire la tineri; a se drăgosti; a se giugiuli                            |
| Drămăluí  | verb          | A drămui                                                                       |
| Drevuí    | verb          | A se zbate; a se frământa                                                      |
| Duduí     | verb          | A alunga                                                                       |
| Durăi     | subs.masculin | A se strica; a se scrinti la cap                                               |
| Litera F  |               |                                                                                |
| Fápt      | subs.masculin | Salamndră                                                                      |
| Fâcăí     | verb          | A migăli; a mișca mereu ceva, încoace și încolo                                |
| Fâscăí    | verb          | Peiorativ. A fluiera                                                           |
| Flámă     | subs.feminin  | Mulțime mare("Toată flama lu~ Păpuc")!!!                                       |
| Floieraș  | subs.masculin | Grangur; fluierar                                                              |
| Foioágă   | subs.feminin  | Om slab; nepuntincios                                                          |
| Forostuí  | verb          | A face ceva temeinic, trainic                                                  |
| Litera G  |               |                                                                                |
| Gevălái   | sub.neutru    | Gălăgie mare, agitație                                                         |
| Ghiboárcă | subs.feminin  | Bivolă                                                                         |
| Ghităní   | verb          | A asupri; a persecuta                                                          |
| Groponát  | adjectiv      | Referitor la teren; denivelat; plin cu gropi                                   |
| Gurăví    | verb          | A se certa; a se ciondăni                                                      |
| Litera H  |               |                                                                                |
| Hartalíc  | subs.neutru   | Ceartă; necaz; frecătură; treabă multă                                         |
| Hirghení  | verb          | A urni; a pune la treabă                                                       |
| Hobârlău  | subs.neutru   | Partea de jos a unui pat suprapus(etajat)                                      |
| Litera I  |               |                                                                                |

## Antroponimia
Este cunoscut faptul că în evul mediu o bună parte din populație nu avea nume de familie ci doar de botez. În această situație identificarea indivizilor se făcea după numele părinților, după localitatea de origine, după ocupații sau particularități fizice, după porecle etc., practic neexistând nici un criteriu uniform și definitiv în domeniul denominației personale.
Referiri stricte la Racovița se găsesc în conscripțiile din secolele XVII și XVIII, în care se întâlnesc în mod frecvent nume de iobagi sub forma: Toma Badiului, Crulia Paraschivului, Cîndea Chilinii, Marin țiganul, Onia lui Vasilie etc. Tot în această perioadă a fost frecvent fenomenul de schimbare a funcției numelor, din prenume în nume de familie sau chiar supranume și invers. Acestei situații i s-a pus capăt doar o dată cu includerea satului în granița militară în 1765, când din considerente de ordin militar, evidența populației a început să fie ținută strict. De acum, a rămas ordinul împăratului Iosif al II-lea potrivit căruia fiecare cetățean al împărăției trebuia să aibă două nume, sistem care a căpătat caracter oficial, accentuat pe parcursul anilor prin legiuirile din 1895, 1936 si 1950.
Nume de botez.În perioada 1698 - 1988, respectiv pe parcursul a 290 ani, în sat au fost folosite 432 nume de botez dintre care 226 pentru fete și 206 pentru bărbați. Acesta s-a dat în funcție de:
- Obiceiuri si traditii.
- Numele părinților.
- Numele sfântului sărbătorit în ziua nașterii.
- Numele sfântului luat ca protector sărbătorit, cel mai apropiat calendaristic de ziua nașterii.
- Nume calendaristice.
  - Pentru femei: Agafia, Elisafta, Eutimia, Joia, Măcinica, Pelaghia, Rusalina, Tavivta, și Zenovia.
  - Pentru bărbați: Aftenie, Bonifaciu, Crăciun, Filon, Iordan, Martinian, Pamfilie, Porfirie, Simedru.
- Originea latină ce nu se putea maghiariza[3][4], spre sfârșitul secolului al XIX-lea, apar nume latine în familii de intelectuali(familia Florianu) și după aceea la ceilalți locuitori: 
  - Pentru femei: Aurelia, Cornelia, Felicia, Iustina, Lucreția, Octavia, Veronica și Virginia.
  - Pentru bărbați: Aurel, Cornel, Iuliu, Laurean, Liviu, Octavian, Ovidiu, Romulus, Traian, Valeriu și Victor.
- Originea "domnească". Aceste nume noi, au apărut în primele decenii ale secolului al XX-lea și s-au întâlnit pentru prima oară în mediul țigănesc de unde s-a răspândit mai apoi și printre "români". Acum apar nume provenind din diminutive și apare practica de a se da noului născut două nume de botez precum și altele.
  - Pentru femei: Aurica, Doina, Georgeta, Leonora, Lucia, Stela, Viorica, Violeta, etc.
  - Pentru bărbați: Adrian, Eugen, Ionel, Marcel, Nelu, Nicușor, Răzvan, Sandu, Sergiu și Virgil.
- Originea modernă sau ultramodernă ce a apărut în anii 1986 - 1988:
  - Pentru femei: Georgiana, Claudia, Laura, Corina, Nicoleta, Silvia, Magdalena, Daniela, Anca, Diana, Adriana, Ionela, Andreea, Mihaela, Florina, Simona, Ileana, Elvira, Bianca, Cătălina, Emanuela, Mitrana, Constantiana, Marcela și Steluța.
  - Pentru bărbați: Mircea, Florin, Marius, Sorin, Sabin, Valentin, Augustin, Adrian, Iulian, Dan, Marian și Silviu.

Nume de familie. Între anii 1698 - 1988, documentele au înregistrat 574 nume ceea se consideră o mobilitate importantă a populației Racoviței, condiționată direct de factori religioși, social-economici și politici.
Numărul numelor de familie pe perioade istorice au variat după cum urmează:
- Perioada 1698 - 1764 sunt înregistrate 128 de nume. Cele mai vechi familii din sat, atestate documentar încă din 1698 sunt: Bobanga, Dan, Doican, Ionuș, Muntean, Olaru, Ritivoi, Suciu și Urs.
- Perioada 1765 - 1851 au apărut 170 nume noi, purtătorii lor formând baza Racoviței "moderne", situație ce se menține până la sfârșitul secolului al XX-lea.
- Perioada 1852 - 1940 apar 120 nume noi.
- Perioada 1941 - 1988 se mai adaugă 156 nume.
- În anul 1988, în sat au fost înregistrate 197 nume de familii a căror frecvență statistică în ordine descrescătoare este următoarea: Murărescu(23), Fogoroș(23), Maxim(22), Limbășan(20, Vasiu(19), Stoichiță(17), Rațiu(16), Olaru(16), Drăgoiu(15), Stoica(14), Suciu(13), Călin(13), Balea(12), Trif(12) și la egalitate (10): Gabor, Măierean, Popa, Păcurar, Rusu și Sîrbu.

Numele de familie s-a dat în funcție de:
- Apartenența locală a oamenilor[5]., în acest sens atrage atenția terminația "ean" sau "an" a numelui. Logica obligă să se accepte ipoteza că aceștia la data stabilirii în Racovița aveau alt nume.
- Însușirile fizice sau morale: Albu, Bălan, Bunea, Crețu, Dobrin, Gagiu, Lungu, Micu, Negroiu, Ochea, Păpălau, Piper, Pîrjol, Sărac, Scurtu, Stîngă, Subțirelu, Vereș, Visu, etc.
- Denumirea unor plante sau animale: Buha, Busuioc, Călin, Capră, Coțofană, Cucu, Fluieraș, Frunză, Hirst, Lăluț, Lupu, Neghină, Porumbar, Rață, Urs și Urzică.
- Ocupația locuitorilor: Băiaș, Boariu, Brudar, Căldărar, Chivăraru, Cimpoiașu, Ciurar, Cojocaru, Covaciu, Faur, Ferestar, Gornic, Iagăr, Lăcătuș, Lingurar, Măcelaru, Moraru, Păcurar, Pădurar, Rășinar, Spătaru, Stăvaru, Tăbăcaru și Timar.
- Condiția socială: Cătană, Chelaru, Curuț, Diac, Dragoman, Haiduc, Pușcaș, Săbăduș, Șerb, Țăran.
- Grupul etnic din care făceau parte: Aleman, German, Grecu, Horvat, Magyari, Neamțu, Rusu, Sasu, Schiau, Sîrb, Szekely, Turcu.

În afara sistemului oficial de denominație, în mod frecvent, atât în trecut cât și în prezent, în sat a fost și este la mare cinste sistemul de denominație locală cunoscut și folosit de către membrii întregii colectivități în toate împrejurările. La baza acestui sistem a stat în primul rând relațiile de înrudire dintre indivizi, poreclele acestora sau a familiilor lor, ceea ce înlătură încurcăturile posibile produse de fenomenul de omonimie, excluzându-se astfel orice confuzie.
Considerate în mod greșit ca nume de "batjocură", poreclele și respectiv supranumele, sunt expresii vii ale spiritului de observație și a simțului ironic popular, unele dintre acestea fiind menționate ca atare în trecut chiar și în actele de stare civilă, transmițându-se din tată în fiu până în zilele noastre. Alte porecle au dispărut o dată cu cei ce le-au purtat, amintirea lor dăinuind totuși până în zilele noastre atât în tradiția orală cât și în toponimie. Poreclele s-au dat după:
- Particularități fizice: Anica a mare, Barbă-ruptă, Buceata, Burtosu, Căldărușa, Comănean ăl mare, Comănean căruntu', Codiță, Crăcănău, Crăcea, Chicior de porc, Gușatu', Măria a înaltă, Micuțu', Bobangî, Orbu lu Ghiță Raț, Pulpa, Pociumpu', Puntu, Rotundu', Răgușitu', Cheptosu', Strîmbu', Surdu', Șchiopu' și Tuciu.
- Îndeletniciri sau funcție socială: Carahulă, Căpităneasa, Cătănița, Ceacu, Ciobanu, Ciobănoiu, Comorașu', Dascălu cantorului, Doagă, Domnișoru', Diplășița, Funariu', Ilia cătanii, Ilia poștarului, Majoru', Onu diplașului, Onu lu Pătru Diac, Pătru-dobaș, Raț-boltașu', Rîndașu', Suștărelu', Toma fleșăriții și Țăghi de pipă.
- Deformarea unui cuvânt în pronunția copiilor sau prin afereză: Cene<Aftenie, Cima<Achim, Cimucă<Achimucă, Dică<oțîrică, Dilă<Bădila, Donu<Spiridon, Ghică<Gheorghică, Hilă<Mihăilă, Leanu<?, Lomu<Avisalom, Nilu<Daniel, Nisă-ni<Dionisie, Niță<Ioniță, Nonu<Simion, Oanene<Ioan, Sonu<Simion, Tănase<Aftanase.
- Particularități de vorbire: Dărînatu', Deagă, Dede, Fonfea, Gîgă, "Ia, dragă, ia!", Nema, "Șai, șai", Tora.
- Obiceiuri, năravuri, deprinderi și particularități psihice: Fetelea, Fîsu, Floierașu', Fudulu', Hăbuc, Hogea, Păpuc.
- Întâmplări memorabile sau anecdote legate de viața indivizilor respectivi: Zmeuraru, Tîța lu' Iojă.
- Nume de animale:Mîțu, Oaia Teiului.
- Nume de copaci: Coprina, Teiu.
- Localitatea de origine: Avrigeana, Brădeana, Buciumeana, Colunu, Cornățana, Șăghișana, Scoreana, Tălmaceanu, Vădenoaie.
- Preferințe pentru anumite alimente sau preparate culinare: Friptă-carne, Hencleș, Plăcinta, Șorlic, Taie pită, Tămaș, Urdă.
- Diminutive sau augmentative trecute apoi în porecle: Bănoaie, Bobănguț, Ceali, Crișănuț, Ferențoaie, Găborel, Drăgoiaș, Ghoerghiță, Grigolaș, Iojă, Ioncică, Manoilă, Lăică, Manolică, Mohănel, Niculiță, Nițoiu, Pănguț, Rusuleț, Sarica, Saricoasa, Sîrbuleț, Stăncuț, Tămășoiu, Uțu.
- Locul de așezare a gospodăriei: Călin din "Bălți", Călin din "Rîpă", Dionisă de pe chimniță, Filon din Deal, Gheorghe din Hulă, Gheorghe din Șăs, Teiu din "Rîpă".
- Numele de botez sau de familie a unor înaintași: Boștina, Bricăl, Cioboată, Condriț, Dogaru, Dudescu, Orlățan, Șoner, Șuteu, Todea.
- Porecle date la întâmplare sau de origine încă necunoscută: Aripa satanii, Barom, Biri, Bîrna, Boambă, Bubunică, Cami, Ciocănel, Ciotea, Clinciu, Clonăr, Coțoi, Dîrnău, Florcea, Ghighi, Lăpăriga, Lișcu, Menchiu, Pihi, Piț, Poiată, Răpăliga, Roajdă, Robel, Tetere, Varava, Tri-păpuci.

Concluziile de analiză a antroponimiei locului:
- Racovița a fost întotdeauna un sat românesc în toată ființa sa datorită caracterului covârșitor al numelor românești.
- Numele de sorginte maghiară, germană sau sârbă aparțin perioadei graniței militare când au fost aduși în sat grăniceri de alte naționalități.
- Numele "străine" sunt de factură recentă, ca rezultat al unor căsătorii mixte, dar și al așezării în sat ca și chiriași sau chiar ca proprietari, a unor angajați de la întreprinderile sau fabricile din jur.

### Nume de botez pentru femei
Nume dat persoanelor de sex feminin și anul când au fost pentru prima dată menționate în arhivele satului:
| Nume        | An   | Nume        | An   | Nume       | An   | Nume      | An   | Nume       | An   | Nume      | An   | Nume      | An   |
| ----------- | ---- | ----------- | ---- | ---------- | ---- | --------- | ---- | ---------- | ---- | --------- | ---- | --------- | ---- |
| Achimuța    | 1942 | Chira       | 1756 | Eudochia   | 1840 | Iustina   | 1892 | Marinca    | 1856 | Paula     | 1980 | Tavivta   | 1932 |
| Adela       | 1892 | Chiva       | 1842 | Eufimia    | 1930 | Joia      | 1863 | Marinela   | 1962 | Paulina   | 1898 | Tecla     | 1865 |
| Adina       | 1975 | Chivuța     | 1970 | Eufrosina  | 1856 | Larisa    | 1982 | Marioara   | 1961 | Pelaghia  | 1898 | Teodora   | 1750 |
| Adriana     | 1965 | Claudia     | 1971 | Euftimia   | 1879 | Lavinia   | 1974 | Marișca    | 1894 | Petca     | 1765 | Teodosia  | 1836 |
| Agafia      | 1757 | Constantina | 1988 | Eugenia    | 1887 | Laura     | 1903 | Marta      | 1876 | Petria    | 1843 | Terezia   | 1860 |
| Alexandra   | 1981 | Constanța   | 1908 | Eusebia    | 1844 | Lenuța    | 1961 | Mauriția   | 1894 | Peuna     | 1843 | Tinia     | 1843 |
| Alexandrina | 1883 | Corina      | 1975 | Eusevia    | 1840 | Leonora   | 1933 | Măcinica   | 1843 | Puia      | 1894 | Tița      | 1840 |
| Amalia      | 1962 | Cornelia    | 1871 | Eutimia    | 1878 | Leontina  | 1888 | Măgherana  | 1840 | Rafira    | 1847 | Todea     | 1874 |
| Ana         | 1721 | Crina       | 1977 | Felicia    | 1896 | Leontinia | 1924 | Marinca    | 1920 | Ramona    | 1979 | Tudora    | 1890 |
| Alina       | 1975 | Cristina    | 1765 | Fica       | 1839 | Letiția   | 1914 | Mărioara   | 1974 | Raveca    | 1841 | Uca       | 1856 |
| Anastasia   | 1886 | Dafina      | 1838 | Filofteia  | 1871 | Lidia     | 1934 | Măriuca    | 1843 | Rodica    | 1961 | Valentina | 1953 |
| Anca        | 1975 | Dana        | 1980 | Fira       | 1839 | Ligia     | 1934 | Măriuta    | 1839 | Romica    | 1978 | Valeria   | 1865 |
| Andreea     | 1982 | Daniela     | 1962 | Floarea    | 1721 | Lili      | 1843 | Mihaela    | 1970 | Rosina    | 1872 | Valerica  | 1986 |
| Angela      | 1962 | Delia       | 1977 | Florentina | 1919 | Liliana   | 1968 | Mina       | 1851 | Rozica    | 1964 | Vasilica  | 1750 |
| Anghilina   | 1830 | Denisa      | 1970 | Florica    | 1841 | Lina      | 1839 | Mioara     | 1866 | Rusalina  | 1852 | Văruca    | 1951 |
| Anica       | 1840 | Diana       | 1979 | Floricica  | 1969 | Linca     | 1844 | Mirela     | 1972 | Ruxandra  | 1881 | Verona    | 1861 |
| Anicuța     | 1962 | Dobra       | 1698 | Florina    | 1974 | Livia     | 1919 | Mîndra     | 1855 | Safta     | 1842 | Veronica  | 1896 |
| Anișca      | 1835 | Dobrița     | 1892 | Florinela  | 1978 | Loredana  | 1976 | Mitrana    | 1988 | Salomia   | 1839 | Veturia   | 1912 |
| Anișoara    | 1972 | Dochia      | 1865 | Frumalina  | 1860 | Lucia     | 1919 | Monica     | 1976 | Sanda     | 1834 | Vica      | 1842 |
| Antonia     | 1981 | Doina       | 1910 | Gabriela   | 1971 | Lucica    | 1975 | Nuica      | 1750 | Sara      | 1842 | Victoria  | 1874 |
| Anuța       | 1843 | Domnica     | 1842 | Garofița   | 1978 | Lucreția  | 1866 | Năzărica   | 1835 | Sarefta   | 1864 | Vicleta   | 1932 |
| Aurelia     | 1889 | Doriana     | 1961 | Georgeta   | 1942 | Ludovica  | 1857 | Neacșa     | 1893 | Savina    | 1840 | Viorica   | 1904 |
| Aurica      | 1934 | Dorina      | 1896 | Georgiana  | 1980 | Luiza     | 1857 | Neaga      | 1698 | Sia       | 1842 | Virginia  | 1883 |
| Aurora      | 1908 | Ecaterina   | 1845 | Gheorghina | 1840 | Luminița  | 1967 | Nica       | 1839 | Silvana   | 1977 | Viroana   | 1896 |
| Barbara     | 1869 | Elena       | 1839 | Ileana     | 1851 | Magdalena | 1845 | Nicoleta   | 1975 | Simona    | 1972 | Vista     | 1840 |
| Bianca      | 1973 | Eleonora    | 1856 | Iliana     | 1858 | Mandea    | 1874 | Nuța       | 1834 | Sofia     | 1839 | Voica     | 1698 |
| Bița        | 1750 | Elina       | 1839 | Ilina      | 1750 | Manuela   | 1970 | Oana       | 1919 | Stana     | 1721 | Zarefta   | 1887 |
| Bucura      | 1840 | Elisabeta   | 1858 | Ioana      | 1821 | Mara      | 1765 | Octavia    | 1893 | Stanca    | 1839 | Zenovia   | 1860 |
| Caliope     | 1895 | Elisafta    | 1841 | Ionela     | 1972 | Margareta | 1928 | Olimpia    | 1903 | Stela     | 1924 | Xenia     | 1933 |
| Camelia     | 1971 | Elvira      | 1811 | Iosefa     | 1877 | Maria     | 1962 | Olivia     | 1970 | Steluța   | 1988 |           |      |
| Carolina    | 1896 | Emanuela    | 1988 | Iova       | 1847 | Mariana   | 1943 | Opreana    | 1721 | Stoichina | 1838 |           |      |
| Carmen      | 1971 | Emilia      | 1866 | Irina      | 1912 | Marieta   | 1965 | Otilia     | 1917 | Susana    | 1835 |           |      |
| Cătălina    | 1988 | Esera       | 1981 | Iuliana    | 1843 | Marina    | 1879 | Paraschiva | 1842 | Tatiana   | 1927 |           |      |

### Nume de botez pentru bărbați
Nume dat persoanelor de sex masculin și anul când au fost pentru prima dată menționate în arhivele satului:
| Nume       | An   | Nume       | An   | Nume       | An   | Nume       | An   | Nume       | An   | Nume       | An   | Nume     | An   |
| ---------- | ---- | ---------- | ---- | ---------- | ---- | ---------- | ---- | ---------- | ---- | ---------- | ---- | -------- | ---- |
| Achim      | 1850 | Chirilă    | 1765 | Florea     | 1765 | Leonte     | 1896 | Nicodim    | 1765 | Sebastian  | 1975 | Vichente | 1849 |
| Adam       | 1765 | Chirion    | 1888 | Florin     | 1961 | Liviu      | 1893 | Nicolae    | 1698 | Serafim    | 1892 | Victor   | 1871 |
| Adrian     | 1919 | Ciprian    | 1979 | Gabriel    | 1970 | Luca       | 1698 | Nicușor    | 1970 | Sergiu     | 1984 | Viorel   | 1896 |
| Aftenie    | 1847 | Cîndea     | 1698 | Gafton     | 1765 | Lucian     | 1972 | Nistor     | 1765 | Silivestru | 1850 | Virgil   | 1934 |
| Alexandru  | 1765 | Claudiu    | 1970 | Gavril     | 1698 | Ludi       | 1922 | Octavian   | 1880 | Simedru    | 1765 | Zacheu   | 1861 |
| Alin       | 1979 | Condriț    | 1866 | Gheorghe   | 1698 | Ludovic    | 1880 | Oprea      | 1698 | Simion     | 1698 | Zaharie  | 1765 |
| Andrei     | 1698 | Constantin | 1698 | Gherasim   | 1865 | Lupu       | 1765 | Opriș      | 1698 | Sofron     | 1765 | Zoltan   | 1875 |
| Androne    | 1764 | Cornel     | 1895 | Grancea    | 1698 | Macavei    | 1765 | Ovidiu     | 1900 | Sorin      | 1916 |          |      |
| Anghel     | 1898 | Cosmin     | 1972 | Hani       | 1865 | Maniu      | 1698 | Pamfil     | 1899 | Spiridon   | 1868 |          |      |
| Anton      | 1839 | Costea     | 1914 | Haralambie | 1838 | Marcel     | 1909 | Pamfilie   | 1900 | Stan       | 1900 |          |      |
| Andi       | 1981 | Costică    | 1900 | Iacob      | 1839 | Marcu      | 1721 | Pantelimon | 1848 | Stanciu    | 1698 |          |      |
| Antonie    | 1985 | Crăciun    | 1765 | Iancu      | 1911 | Marian     | 1907 | Pascu      | 1765 | Stanislav  | 1849 |          |      |
| Aron       | 1765 | Cristian   | 1980 | Ionuț      | 1981 | Marin      | 1765 | Paul       | 1856 | Stănilă    | 1765 |          |      |
| Arpad      | 1983 | Cristinel  | 1970 | Ieronim    | 1893 | Marinel    | 1970 | Pavel      | 1698 | Stelian    | 1979 |          |      |
| Artemiu    | 1985 | Crucean    | 1863 | Ilarion    | 1865 | Marius     | 1971 | Petru      | 1721 | Stoica     | 1898 |          |      |
| Artimon    | 1857 | Danciu     | 1877 | Ilie       | 1698 | Martinian  | 1896 | Pompiliu   | 1909 | Stoian     | 1765 |          |      |
| Atanasie   | 1765 | Daniel     | 1832 | Ilisie     | 1841 | Matei      | 1842 | Porfirie   | 1825 | Stoican    | 1861 |          |      |
| Augustin   | 1973 | David      | 1756 | Ioachim    | 1843 | Maxim      | 1765 | Procopie   | 1845 | Șerban     | 1858 |          |      |
| Aurel      | 1858 | Dănuț      | 1968 | Ioan       | 1698 | Maximilian | 1906 | Precup     | 1897 | Șomu       | 1853 |          |      |
| Axentea    | 1982 | Dionisie   | 1802 | Ionel      | 1962 | Micu       | 1857 | Radu       | 1698 | Ștefan     | 1698 |          |      |
| Banciu     | 1765 | Dorel      | 1965 | Iordan     | 1765 | Mihai      | 1698 | Răzvan     | 1984 | Teofil     | 1898 |          |      |
| Bancu      | 1912 | Dragomir   | 1895 | Iosif      | 1765 | Mihail     | 1892 | Remus      | 1907 | Teodor     | 1698 |          |      |
| Barb       | 1721 | Dumitru    | 1698 | Iovan      | 1765 | Mihăilă    | 1698 | Roman      | 1922 | Tiberiu    | 1970 |          |      |
| Bartolomeu | 1721 | Eduard     | 1855 | Irimie     | 1698 | Mihăiță    | 1968 | Romeo      | 1970 | Tincu      | 1910 |          |      |
| Bărbat     | 1765 | Emanuil    | 1840 | Irod       | 1765 | Mihu       | 1698 | Romulus    | 1856 | Toma       | 1698 |          |      |
| Bogdan     | 1983 | Emil       | 1979 | Isăilă     | 1765 | Mihnea     | 1765 | Rudi       | 1895 | Traian     | 1860 |          |      |
| Bonifaciu  | 1897 | Emilian    | 1905 | Ispas      | 1765 | Mircea     | 1916 | Rupa       | 1840 | Trif       | 1803 |          |      |
| Bucur      | 1698 | Eremia     | 1971 | Iulian     | 1919 | Miron      | 1895 | Rusalim    | 1875 | Ulpiu      | 1907 |          |      |
| Bunea      | 1698 | Eugen      | 1924 | Iuliu      | 1857 | Mitrofan   | 1871 | Sabin      | 1893 | Ursu       | 1765 |          |      |
| Candit     | 1847 | Ferentz    | 1848 | Iustin     | 1920 | Moise      | 1698 | Samuil     | 1879 | Valentin   | 1962 |          |      |
| Carol      | 1850 | Filip      | 1721 | Laurean    | 1903 | Nanu       | 1877 | Sandu      | 1976 | Valeriu    | 1864 |          |      |
| Carolea    | 1895 | Filon      | 1848 | Laurențiu  | 1911 | Nelu       | 1968 | Saul       | 1898 | Valom      | 1865 |          |      |
| Cătălin    | 1973 | Flavius    | 1979 | Lazăr      | 1721 | Nenciu     | 1698 | Savu       | 1840 | Vasile     | 1698 |          |      |

### Nume de familie
Nume de familie și anul când au fost pentru prima dată menționate în arhivele satului:
| Nume       | An   | Nume           | An   | Nume       | An   | Nume        | An   | Nume        | An   | Nume         | An   | Nume       | An   |
| ---------- | ---- | -------------- | ---- | ---------- | ---- | ----------- | ---- | ----------- | ---- | ------------ | ---- | ---------- | ---- |
| Achim      | 1721 | Bricăl         | 1858 | Danciu     | 1938 | Grovu       | 1953 | Maxim       | 1809 | Perju        | 1949 | Subțirelu  | 1934 |
| Adam       | 1715 | Brudar         | 1809 | Daneș      | 1971 | Gurlie      | 1698 | Măcelaru    | 1862 | Peter        | 1987 | Suciu      | 1698 |
| Albu       | 1765 | Brumă          | 1981 | Danteș     | 1939 | Gusan       | 1826 | Măerean     | 1809 | Petru        | 1958 | Szabo      | 1928 |
| Aleman     | 1809 | Buciumean      | 1809 | David      | 1864 | Haica       | 1829 | Măhăra      | 1809 | Petrușel     | 1969 | Szarvadi   | 1877 |
| Alguati    | 1937 | Bucur          | 1809 | Dănilă     | 1856 | Haiduc      | 1809 | Mărginean   | 1809 | Piper        | 1765 | Szekely    | 1848 |
| Andrei     | 1765 | Bucurenciu     | 1765 | Dăscălescu | 1976 | Halmaghi    | 1818 | Mărie       | 1940 | Pîrjol       | 1944 | Șandru     | 1826 |
| Andreiaș   | 1766 | Buda           | 1726 | Dera       | 1974 | Hanea       | 1980 | Măriuța     | 1765 | Pîrvu        | 1851 | Șanta      | 1981 |
| Amorăresei | 1987 | Budac          | 1971 | Diac       | 1809 | Hapca       | 1988 | Menchiu     | 1980 | Pleșa        | 1968 | Șerb       | 1698 |
| Anghelea   | 1925 | Budică         | 1953 | Dietrich   | 1892 | Harro       | 1935 | Mereș       | 1829 | Podorean     | 1941 | Șerban     | 1698 |
| Anghelina  | 1964 | Buha           | 1954 | Dina       | 1850 | Hațegan     | 1721 | Metea       | 1777 | Pogan        | 1925 | Șerbănescu | 1940 |
| Anton      | 1947 | Buian          | 1847 | Doboș      | 1960 | Hălmagiu    | 1854 | Metz        | 1854 | Pop          | 1721 | Șfaițer    | 1979 |
| Antonie    | 1881 | Bulborea       | 1757 | Dobra      | 1698 | Hășegan     | 1950 | Michiu      | 1931 | Popa         | 1818 | Șoner      | 1809 |
| Apostol    | 1968 | Bunaciu        | 1973 | Dobrin     | 1867 | Henteș      | 1861 | Miclăuș     | 1820 | Popel        | 1981 | Șoroian    | 1839 |
| Ardelean   | 1843 | Bundă          | 1873 | Dogariu    | 1855 | Herman      | 1924 | Micu        | 1888 | Porumbar     | 1765 | Șotea      | 1945 |
| Aron       | 1988 | Busuioc        | 1877 | Doican     | 1698 | Hiluț       | 1863 | Mihai       | 1721 | Porumbăcean  | 1809 | Ștefan     | 1965 |
| Aroș       | 1940 | Buta           | 1971 | Dolomeț    | 1764 | Hirst       | 1715 | Mihăilă     | 1926 | Posa         | 1809 | Ștefănuță  | 1972 |
| Arpășan    | 1820 | Buzdugan       | 1698 | Dondoș     | 1980 | Hitoc       | 1715 | Mihălțan    | 1850 | Poșa         | 1826 | Șuteu      | 1820 |
| Avram      | 1901 | Buzea          | 1967 | Donică     | 1983 | Hoandră     | 1698 | Mihoc       | 1698 | Precup       | 1840 | Șuvăilă    | 1843 |
| Avrigean   | 1760 | Calin          | 1809 | Dragodan   | 1956 | Hodolan     | 1809 | Mihu        | 1721 | Preda        | 1961 | Șușu       | 1825 |
| Axentea    | 1962 | Caplea         | 1765 | Dragoman   | 1752 | Horvat      | 1956 | Milea       | 1698 | Prodan       | 1950 | Taropa     | 1971 |
| Baba       | 1931 | Capră          | 1764 | Dragoș     | 1698 | Huciu       | 1971 | Milici      | 1856 | Punga        | 1752 | Tatu       | 1980 |
| Babeș      | 1942 | Caracaleanu    | 1971 | Dragotă    | 1698 | Hulpuș      | 1809 | Mioc        | 1954 | Purța        | 1698 | Tăbăcaru   | 1920 |
| Badea      | 1698 | Carolia        | 1826 | Drăgan     | 1721 | Hunuzău     | 1845 | Mînduc      | 1926 | Pușcaș       | 1859 | Tănase     | 1847 |
| Badiu      | 1721 | Carpiuc        | 1980 | Drăgoiu    | 1809 | Iacob       | 1969 | Mîrșa       | 1698 | Racolța      | 1842 | Tărîță     | 1771 |
| Balea      | 1809 | Cazan          | 1971 | Dudescu    | 1849 | Iancu       | 1765 | Moga        | 1759 | Rada         | 1826 | Telea      | 1942 |
| Balș       | 1721 | Căbunea        | 1809 | Dumitrescu | 1947 | Ianoș       | 1874 | Mohan       | 1809 | Radu         | 1764 | Teodorescu | 1944 |
| Baltă      | 1764 | Căldărar       | 1893 | Dumitru    | 1721 | Ignat       | 1809 | Moholea     | 1944 | Rață         | 1950 | Telerar    | 1988 |
| Balteș     | 1950 | Călefariu      | 1979 | Durdun     | 1698 | Ilie        | 1698 | Moise       | 1752 | Rațiu        | 1809 | Timar      | 1827 |
| Bambu      | 1913 | Căliman        | 1982 | Dușleag    | 1987 | Iliu        | 1955 | Moiseiu     | 1945 | Răcean       | 1847 | Tipuriță   | 1966 |
| Banciu     | 1721 | Călinescu      | 1966 | Epstein    | 1893 | Ionaș       | 1874 | Moldor      | 1971 | Rădan        | 1988 | Titi       | 1892 |
| Bancu      | 1927 | Căpățînă       | 1764 | Ergösu     | 1962 | Ionașcu     | 1752 | Moldovean   | 1809 | Rădoi        | 1967 | Titu       | 1877 |
| Barb       | 1721 | Cătană         | 1937 | Ersenie    | 1983 | Ioncică     | 1853 | Molfa       | 1892 | Răducanu     | 1981 | Tivodo     | 1972 |
| Barta      | 1847 | Ceaușilă       | 1955 | Fáll       | 1872 | Ionuș       | 1698 | Molnar      | 1854 | Răduț        | 1839 | Tîlvan     | 1698 |
| Basarabă   | 1965 | Cercel         | 1698 | Faur       | 1698 | Iovici      | 1848 | Moraru      | 1698 | Rășinar      | 1835 | Toader     | 1721 |
| Băiaș      | 1848 | Chelaru        | 1988 | Făcăleț    | 1858 | Iristie     | 1765 | Mordoșan    | 1902 | Rebeca       | 1826 | Tobias     | 1942 |
| Băilă      | 1845 | Cheșeriu       | 1752 | Feireisz   | 1971 | Isailă      | 1765 | Muntean     | 1698 | Receanoș     | 1838 | Todea      | 1820 |
| Bălan      | 1809 | Chioran        | 1765 | Fejer      | 1856 | Isvoreanu   | 1954 | Murărescu   | 1840 | Ritivoi      | 1698 | Todor      | 1765 |
| Băluță     | 1900 | Chiravola      | 1820 | Ferestar   | 1852 | Iuga        | 1840 | Murășan     | 1843 | Roman        | 1698 | Tokáts     | 1855 |
| Bănceu     | 1698 | Chirtop        | 1926 | Ferky      | 1843 | Ivan        | 1809 | Mușat       | 1698 | Rostaș       | 1967 | Toma       | 1698 |
| Băncilă    | 1721 | Chiș           | 1976 | Filion     | 1963 | Ivașcu      | 1721 | Mușescu     | 1698 | Roșca        | 1765 | Tomescu    | 1929 |
| Băncioi    | 1755 | Chivăraru      | 1754 | Filip      | 1752 | Ivănescu    | 1938 | Mușe        | 1698 | Rupa         | 1840 | Tomici     | 1826 |
| Bărbat     | 1752 | Cimpoiașu      | 1809 | Fîntînă    | 1971 | Iagăr       | 1986 | Naneș       | 1715 | Rupița       | 1842 | Tomuțu     | 1941 |
| Bărcuțean  | 1965 | Cioboată       | 1854 | Fleișer    | 1840 | Întorsură   | 1987 | Neagoe      | 1765 | Rusalim      | 1860 | Tonea      | 1765 |
| Bărdușiu   | 1860 | Ciocan         | 1765 | Fligler    | 1872 | Jep         | 1752 | Neagu       | 1952 | Rusu         | 1809 | Totan      | 1698 |
| Bărtuș     | 1930 | Ciochia        | 1963 | Florea     | 1841 | Joițescu    | 1941 | Neamțu      | 1764 | Safalier     | 1944 | Trașcă     | 1949 |
| Beer       | 1976 | Cioran         | 1971 | Florianu   | 1855 | Kollar      | 1896 | Neghină     | 1980 | Samoilă      | 1960 | Trif       | 1721 |
| Beia       | 1845 | Ciorogar       | 1698 | Fluieraș   | 1972 | Lascu       | 1698 | Negroiu     | 1864 | Sarchiz      | 1698 | Turcu      | 1698 |
| Bejan      | 1766 | Ciortea        | 1765 | Foarcoș    | 1820 | Laslzo      | 1847 | Negruțiu    | 1945 | Saschizan    | 1911 | Țăran      | 1955 |
| Bendorfean | 1803 | Cismaș         | 1855 | Fofelzan   | 1862 | Lazarovici  | 1943 | Nenciu      | 1765 | Sasu         | 1721 | Țion       | 1943 |
| Bertaș     | 1874 | Ciungu         | 1822 | Fogoroș    | 1840 | Lazăr       | 1698 | Nicodim     | 1888 | Sava         | 1987 | Țoța       | 1971 |
| Bia        | 1698 | Ciurar         | 1826 | Frăsie     | 1698 | Lazea       | 1900 | Nicolae     | 1861 | Savu         | 1721 | Ucean      | 1820 |
| Bica       | 1847 | Cîmpean        | 1809 | Frățilă    | 1926 | Lăcătuș     | 1874 | Nicula      | 1698 | Săbăduș      | 1822 | Udrescu    | 1945 |
| Birăiescu  | 1987 | Cîndea         | 1752 | Frunză     | 1934 | Lăluț       | 1820 | Niculescu   | 1971 | Sădean       | 1829 | Urs        | 1698 |
| Birghiu    | 1870 | Cînduleț       | 1698 | Fulicea    | 1752 | Lepșa       | 1978 | Nistor      | 1954 | Sărac        | 1866 | Ungurean   | 1980 |
| Bîrsan     | 1698 | Cîrstea        | 1698 | Furdui     | 1947 | Leptea      | 1987 | Obrocea     | 1971 | Schiau       | 1698 | Urzică     | 1698 |
| Bîrță      | 1971 | Cîrțău         | 1698 | Gabor      | 1809 | Lăpădat     | 1924 | Ochea       | 1971 | Scîntei      | 1973 | Valko      | 1959 |
| Bîrză      | 1975 | Clate          | 1752 | Gagiu      | 1833 | Limbășan    | 1809 | Ogrean      | 1912 | Scorean      | 1845 | Vasilie    | 1698 |
| Boacă      | 1853 | Clonț          | 1971 | Galea      | 1698 | Lincan      | 1949 | Olaru       | 1698 | Scorzatu     | 1885 | Vasiu      | 1764 |
| Boancăș    | 1765 | Clonțea        | 1764 | Gavrilă    | 1765 | Lingurar    | 1971 | Oltean      | 1839 | Scurtu       | 1921 | Vasu       | 1857 |
| Boariu     | 1842 | Cocan          | 1952 | Gazdă      | 1988 | Liță        | 1844 | Onesa       | 1698 | Sebeșan      | 1721 | Vădean     | 1844 |
| Bobanga    | 1698 | Cojocaru       | 1721 | Gerea      | 1983 | Luca        | 1698 | Oprean      | 1847 | Simion       | 1721 | Văduva     | 1972 |
| Bobeica    | 1950 | Comănean       | 1809 | German     | 1809 | Luculeț     | 1765 | Oprenea     | 1765 | Simon        | 1721 | Veștemean  | 1849 |
| Bocănitu   | 1765 | Comiza         | 1943 | Gheorghe   | 1721 | Lumei       | 1945 | Opriș       | 1698 | Sîlca        | 1825 | Vereș      | 1973 |
| Bodan      | 1765 | Comșa          | 1840 | Ghenghea   | 1982 | Lungu       | 1760 | Oprișan     | 1698 | Sîmbotin     | 1981 | Vichendea  | 1837 |
| Bogățeanu  | 1841 | Comșuț         | 1862 | Gheorghică | 1972 | Lupe        | 1698 | Oproiu      | 1943 | Sîn          | 1868 | Vicol      | 1945 |
| Boiceanu   | 1721 | Constantin     | 1826 | Gheorghiță | 1926 | Lupea       | 1831 | Orlățan     | 1842 | Sîrb         | 1721 | Vintilă    | 1751 |
| Boieriu    | 1953 | Constantinescu | 1969 | Ghera      | 1884 | Lupu        | 1698 | Pál         | 1951 | Solomon      | 1752 | Virgilie   | 1971 |
| Boldășan   | 1936 | Cornea         | 1828 | Ghica      | 1698 | Magyari     | 1938 | Panga       | 1809 | Soroștineanu | 1978 | Visu       | 1844 |
| Bologa     | 1921 | Costea         | 1971 | Ghilcan    | 1973 | Mailat      | 1985 | Paraschivoi | 1765 | Spaiuc       | 1971 | Vitan      | 1928 |
| Bonaciu    | 1971 | Coțofană       | 1967 | Ghiorma    | 1765 | Malea       | 1929 | Pascu       | 1698 | Spătaru      | 1907 | Vizante    | 1765 |
| Boncoș     | 1764 | Covaciu        | 1925 | Ghirișan   | 1971 | Man         | 1859 | Paștiu      | 1940 | Spătăcean    | 1839 | Vlad       | 1698 |
| Borțan     | 1794 | Crăciunică     | 1971 | Giurca     | 1952 | Manciu      | 1971 | Paul        | 1856 | Stan         | 1698 | Vlaicu     | 1820 |
| Borza      | 1765 | Crețu          | 1924 | Gîrbea     | 1980 | Mani        | 1698 | Pavel       | 1871 | Stanciu      | 1824 | Vlădășel   | 1951 |
| Boștină    | 1841 | Crișan         | 1784 | Gligor     | 1841 | Manițiu     | 1929 | Păcală      | 1765 | Stancu       | 1971 | Voicu      | 1715 |
| Bota       | 1955 | Criștiu        | 1946 | Gligore    | 1765 | Marcu       | 1982 | Păcurar     | 1809 | Stăvaru      | 1826 | Voina      | 1698 |
| Bozan      | 1859 | Crulea         | 1765 | Glodar     | 1971 | Mardirosian | 1958 | Pădurar     | 1966 | Stîngă       | 1972 | Vulcan     | 1981 |
| Băzășian   | 1897 | Cucu           | 1698 | Goga       | 1855 | Marin       | 1765 | Pădure      | 1833 | Stoia        | 1752 | Wolf       | 1809 |
| Brana      | 1967 | Culea          | 1698 | Gorgovină  | 1971 | Marinescu   | 1988 | Pădurean    | 1906 | Stoian       | 1698 | Zaharie    | 1698 |
| Brașovean  | 1842 | Cunțan         | 1843 | Gornic     | 1921 | Marian      | 1846 | Păpălău     | 1971 | Stoica       | 1809 | Zdrenghea  | 1833 |
| Brătilescu | 1948 | Curuț          | 1765 | Grancea    | 1971 | Marpozan    | 1903 | Părăian     | 1809 | Stoican      | 1841 | Zoltan     | 1875 |
| Brejoiu    | 1979 | Damian         | 1698 | Graur      | 1897 | Martiniuc   | 1976 | Păscuț      | 1888 | Stoichiță    | 1797 | Zumpene    | 1721 |
| Breteșan   | 1820 | Dan            | 1698 | Grecu      | 1752 | Matei       | 1839 | Popi        | 1855 | Strava       | 1822 |            |      |